# ودتر
ودتر (به لاتین: Vedatar) یک منطقهٔ مسکونی در نپال است که در Dhankuta District واقع شده‌است.

## خصوصیات
ودتر ۲٬۹۷۷ نفر جمعیت دارد.